# Alfred Tennyson

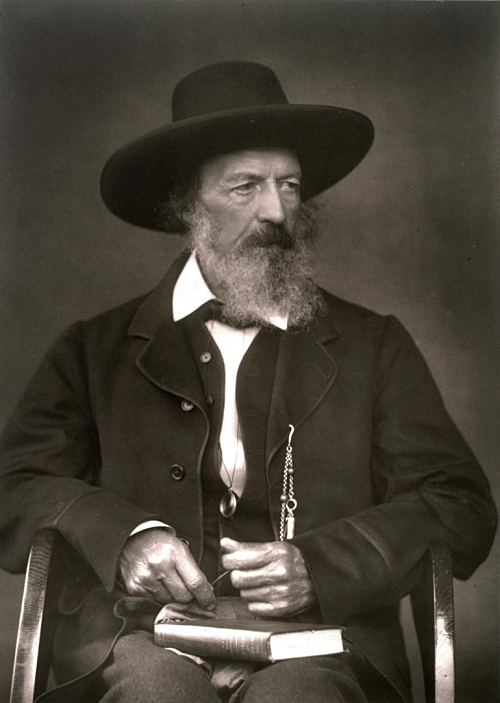
Alfred Tennyson

Alfred Tennyson, první baron Tennyson, FRS (6. srpna 1809, Somersby v Lincolnshire – 6. října 1892, Aldworth u Readingu) byl anglický básník, představitel novoromantismu viktoriánského období. Od roku 1850 do své smrti v roce 1892 byl držitelem titulu „Poet Laureate“.
První sbírku poezie vydal v roce 1830. Mezi jeho nejznámější díla patří např. The Lady of Shalott (Paní ze Shalott) nebo In Memoriam.

## Biografie

### Mládí
Alfred Tennyson se narodil 6. srpna roku 1809 v Lincolnshire jako syn venkovského duchovního. Byl čtvrtým z 12 dětí. Jeho otec, George Clayton Tennyson (1778–1831), byl sice starším ze dvou bratrů, ale již v mládí byl svým otcem vyděděn ve prospěch mladšího bratra. Reverend Tennyson vychovával velkou rodinu, která si na poměry venkovského duchovního nežila špatně. Díky jeho obratnému zacházení s penězi si mohli dovolit trávit léto u anglického pobřeží. Tennysonův otec také pečlivě dohlížel na vzdělání a výchovu svých dětí. Alfredovou matkou byla Elizabeth Fytche, dcera vikáře z malé vesničky v Lincolnshire.
Alfred Tennyson a jeho dva starší bratři (Frederick a Charles) začali psát poezii již v mládí. Jejich první společná sbírka básní vyšla, když bylo Tennysonovi pouhých 17 let. Jeden z bratrů se později oženil s mladší sestrou Alfredovy budoucí manželky.

### Vzdělání a první literární pokusy
Tennyson navštěvoval školu v hrabství Louth a posléze studoval na Trinity College na univerzitě v Cambridgi. Během studií se zapojil do tajného spolku Cambridge Apostles. Zde též poznal svého nejlepšího přítele, Arthura Henryho Hallama. Toto přátelství mělo značný vliv na jeho pozdější tvorbu i soukromý život.
V roce 1830 vydal svou první samostatnou sbírku poezie, v originále nazvanou Poems Chiefly Lyrical. Tento soubor obsahuje některé z Tennysonových nejoslavovanějších básní, mimo jiné i díla jako Claribel či Mariana. Ačkoliv byla tato sbírka některými kritiky odsuzována jako přehnaně sentimentální, básně si brzy získaly oblibu a přinesly Tennysonovi zájem slavných autorů, včetně Samuela Taylora Coleridge.

### Návrat do Lincolnshire, další publikace
Na jaře roku 1831 zemřel Tennysonův otec, který Alfreda přiměl opustit školu ještě před získáním titulu. Tennyson se tedy vrátil na faru, kde mu bylo povoleno bydlet dalších šest let, a převzal na sebe zodpovědnost za svou ovdovělou matku a zbytek rodiny. Arthur Hallam zde s nimi společné strávil jedno léto, během něhož se zasnoubil s Alfredovou sestrou Emilií.
V roce 1833 vydal Tennyson další sbírku poezie, ve které byla otištěna první verze jeho zřejmě nejslavnější básně The Lady of Shalott (konečná verze je z roku 1842). Sbírka se ovšem nesetkala s příliš dobrou kritikou, což Tennysona silně zasáhlo, a přestože stále tvořil, další deset let nevydal ani jednu báseň. V témže roce náhle zemřel ve Vídni jeho přítel Hallam na krvácení do mozku. Tato nečekaná ztráta Tennysona hluboce zasáhla. Zároveň byla ale také podnětem k několika jeho nejlepším básním, mimo jiné i k jeho nejvýznamnějšímu dílu In Memoriam A.H.H.
Krátce nato se Tennyson s rodinou přestěhoval do Essexu, kde vinou nešťastných investic přišel o velkou část majetku. V roce 1842 vydal dva svazky poezie – jeden obsahoval již dříve publikované verše, druhý zcela nové básně. Tato sbírka se setkala s okamžitým úspěchem.

### Zlatý rok 1850
Vrcholu své kariéry dosáhl Tennyson v roce 1850, kdy mu byl přiznán titul Poet Laureate, tedy titul dvorního básníka britských monarchů. Ve stejném roce bylo konečně publikováno i jeho veledílo In Memoriam A.H.H. (věnované jeho zemřelému příteli Hallamovi), které je považováno za jedno z Tennysonových nejlepších děl. Toho roku se také oženil se svou přítelkyní z dětství, Emily Sellwoodovou. Společně vychovali dva syny – Hallama (pojmenovaného po jeho příteli) a Lionela.

### Poet Laureate
Tennyson byl jmenován do funkce „Poet Laureate“ po smrti Willama Wordsworthe poté, co tento titul odmítl Samuel Rogers. Tuto funkci zastával až do své smrti v roce 1892, tedy nejdéle ze všech laureátů před ním i po něm. Své povinnosti dvorního básníka plnil náležitě, ovšem často bez inspirace. Přesto v tomto období vytvořil i další ze svých známých děl: The Charge of the Light Brigade (Útok lehké kavalerie). Tato báseň je věnována britským vojákům lehké jízdy, kteří se účastnili bitvy u Balaklavy v krymské válce.

### Na dvoře královny Viktorie

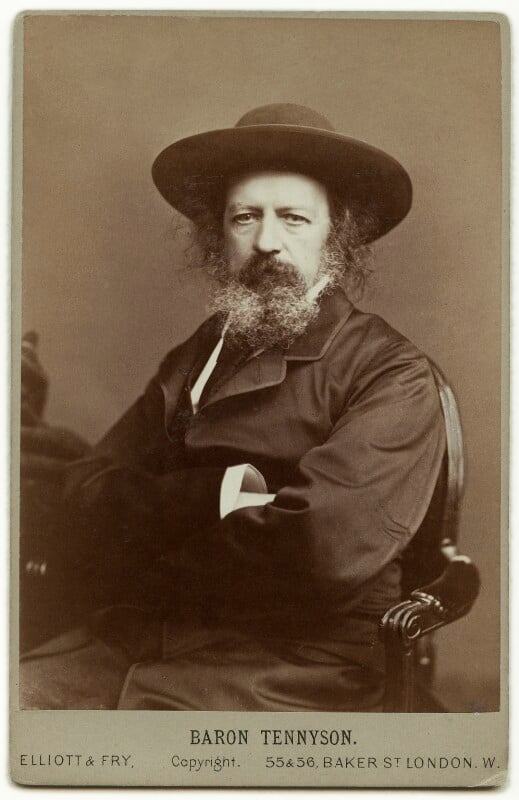
Elliott & Fry: Alfred Lord Tennyson, cca 1860

Královna Viktorie byla velkou obdivovatelkou Tennysonova díla a v roce 1884 mu udělila, jako vůbec prvnímu básníkovi, šlechtický titul. Tato pocta mu byla nabízena již dříve, ale on ji vždy odmítl.
Tennyson pokračoval ve psaní do konce svého života. V posledním období vznikly jeho dramata Queen Mary, The Cup, Harold a Becket. Tyto díla ovšem nelze řadit k nejúspěšnějším.
Tennyson zemřel 6. října 1892 ve věku 83 let. Jeho ostatky jsou uloženy ve Westminsterském opatství. Jeho šlechtický titul přešel na jeho prvorozeného syna Hallama, který brzy nato vydal otcův životopis a později se stal druhým guvernérem Austrálie.

### Tennysonova poezie
Tennyson se ve své poezii věnoval mnoha tématům, od středověkých legend po řecké báje, od kritiky domácích záležitostí po opěvování přírody. Zřejmá je jeho inspirace Johnem Keatsem a dalšími romantickými básníky, kteří publikovali v jeho dětství. Tennyson skvěle ovládal rytmus. Často využíval zvukomalby slov, aby zdůraznil rytmus básně i její význam. K dosažení správného zvuku používal také aliteraci, asonanci i onomatopoii.
Tennyson byl umělec, který své rukopisy hojně vylepšoval a přepisoval. Jen málo básníků se věnovalo tolika stylům s takovým citem pro prozódii jako Tennyson. Podobně jako mnoho viktoriánských básníků i on experimentoval s adaptací rytmu řeckých a latinských básní do angličtiny. Duch viktoriánské doby se odráží i v jeho smyslu pro řád, ve sklonech k moralizování a ve vyžívání se v melancholii. Věnuje se také dalšímu tématu, které bylo časté mezi viktoriánskými básníky, a to rozporu mezi náboženskou vírou a novými vědeckými poznatky. Stejně jako mnoho autorů, kteří tvoří v průběhu několika desetiletí, i on je někdy nabubřelý nebo banální, ale jeho osobnost je patrná v každém jeho díle.
Thomas Edison pořídil nahrávky Tennysonova přednesu jeho vlastních básní. Obsaženy jsou například básně jako The Charge of the Light Brigade nebo Lancelot and Elaine. Nicméně kvalita nahrávek je poměrně špatná vzhledem k tehdy ještě nedokonalé technice nahrávání zvuku.

### Homosexualita v Tennysonově díle
Báseň In Memoriam, vyjadřující lásku jednoho muže k druhému, obsahuje sexuální narážky. Například v jednom místě básník přirovnává svou bolest k utrpení milujícího muže, kterému v loži chybí jeho zesnulá žena. Toto ale není jediný případ, v Tennysonově díle je mnoho narážek, které by bylo možno interpretovat jako homoerotické. Existují domněnky, že Tennyson cítil ke svému příteli víc, než jen přátelské city. Na druhou stranu není pochyb o tom, že byl Tennyson silně přitahován ženami. Pokud byl Tennyson bisexuální, neexistují o tom žádné zjevné důkazy.

## Výběrová bibliografie

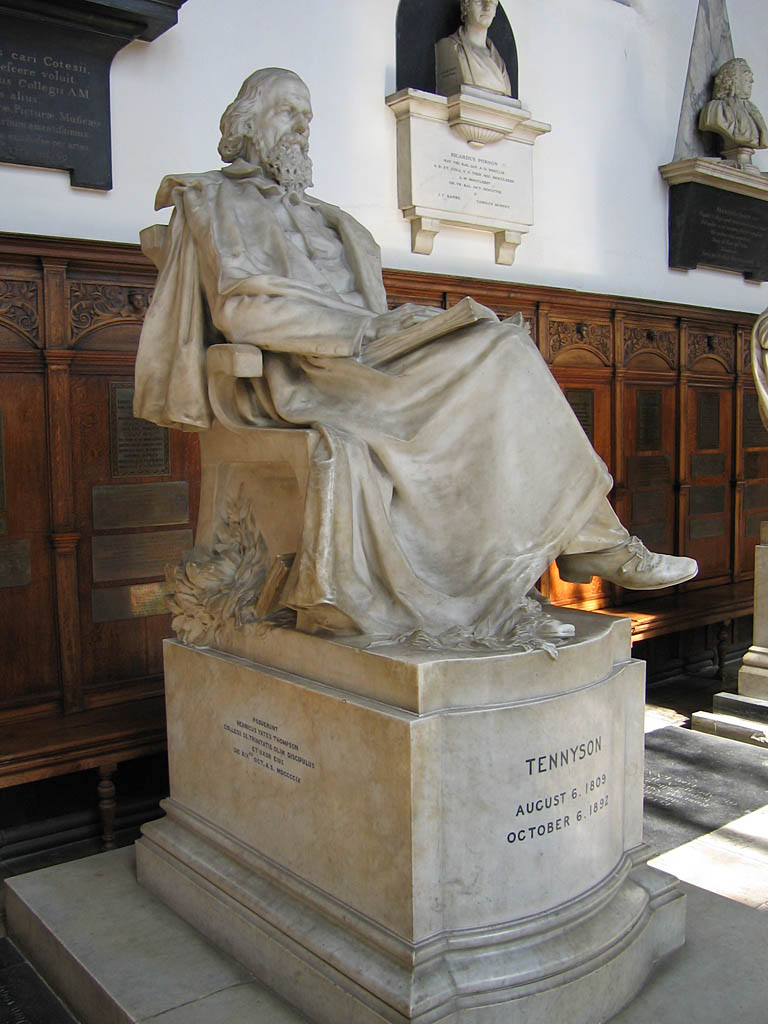
Tennysonova socha v kapli Trinity College v Cambridgi

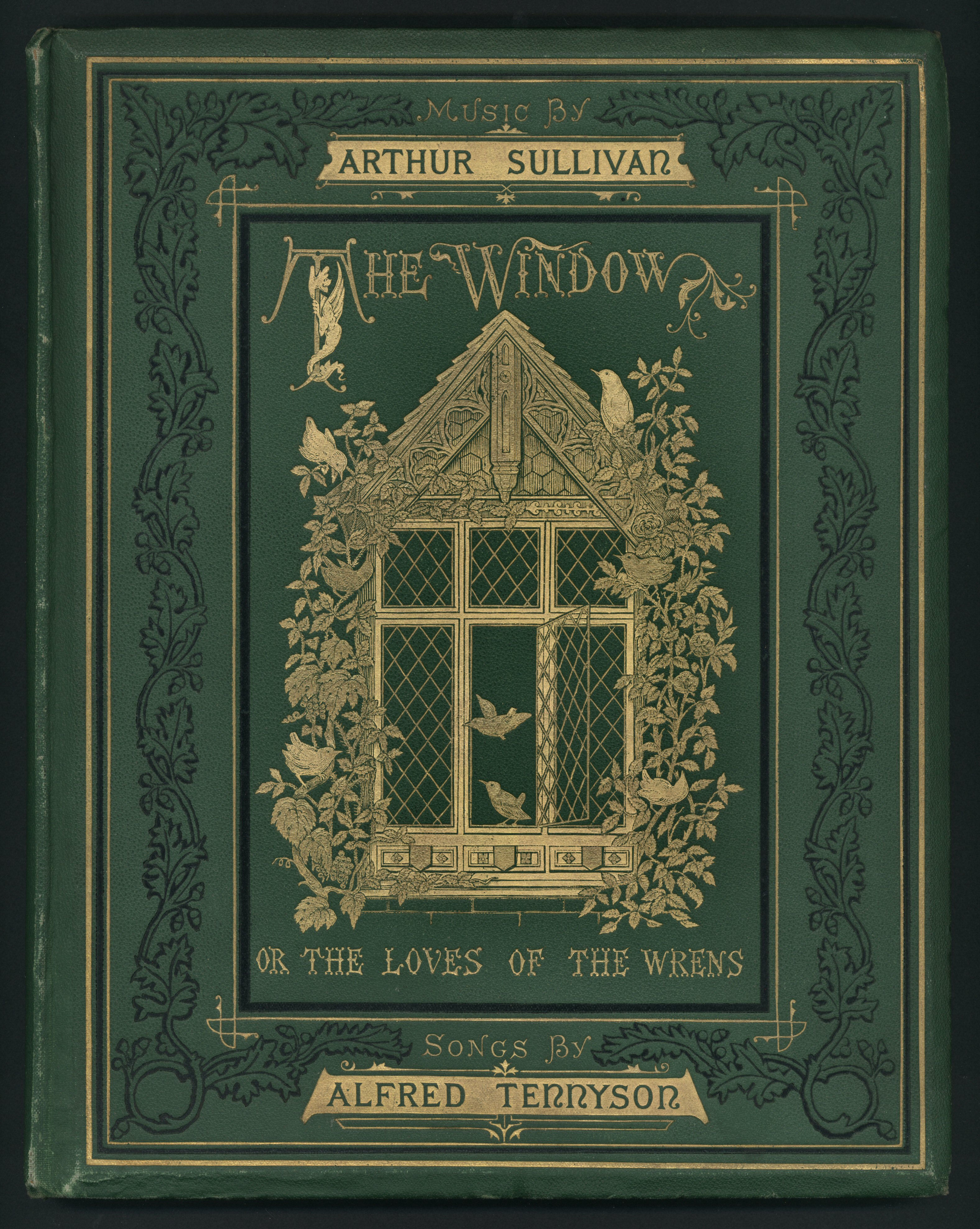
První vydání písňového cyklu Okno z roku 1871

- Poems by Two Brothers (1827, Báseň od dvou bratrů). sbírka básní, kam autor přispěl polovinou textů, druhá polovina je od jeho bratrů Charlese a Fredericka.
- Poems, Chiefly Lyrical (1830, Básně především lyrické), sbírka básní obsahující některé známé autorovy básně jako Claribel, Mariana, Opuštěný dům (The Deserted House), Kraken, Pojídači lotosů (The Lotos-Eaters) nebo Balada o Orianě (The Ballad of Oriana).
- Poems (1833, Básně), básnická sbírka obsahujici první verzi autorovy slavné básně Paní ze Shalott (The Lady of Shalott).
- Poems (1842, Básně), dvoudílná sbírka básní obsahující výběr převážně přepracovaných básní z dřívějších vydání (například konečnou verzi Paní ze Shalott) a některé nové významné básně, například Sir Galahad (z roku 1834), Locksley Hal (z roku 1835), Ulysses nebo Godiva.
- The Princess: A Medley (1847, Princezna: směs). lyrickoepická skladba zabývající se emancipací žen, ke které se básník nepřiklání. Báseň vypráví příběh hrdinné princezny, která se zřekne světa mužů a založí ženskou univerzitu, kam mají muži vstup zakázán. Princ, kterému byla v dětství zasnoubena, vstupuje na univerzitu se dvěma přáteli, převlečenými za studentky. Jsou objeveni a prchají, jsou zraněni, ale ženy je ošetřují . Nakonec princezna opětuje princovu lásku.
- In Memoriam A.H.H. (1850, Na paměť A.H.H), vrcholná básníkova sbírka, rozsáhlý cyklus elegických básní podnícených smrtí básníkova přítele Arthura Henryho Hallama, ve kterých se autor na pozadí střídajících nálad (šok, zoufalství, rezignace, smíření) vyjadřuje k široké oblasti dobových problémů.
- Maud, and Other Poems (1855, Maud a jiné básně), na pozadí smutného životního a milostného příběhu mladíka kritizuje básník utilitářský komercialismus doby. Mladík nakonec řeší svou duševní krizi tím, že odchází bojovat do krymské války. Ve sbírce je obsažena báseň Útok lehké kavalerie (The Charge of the Light Brigade) popisující nešťastný rozkaz posílající lehkou jízdu proti ruskému dělostřelectvu, které jí způsobilo obrovské ztráty.
- Idyls of the King (1859–1885, Idyly královské), rozsáhlý epický cyklus dvanácti básní s náměty bájných příběhů o králi Artušovi, svatém grálu a rytířích kulatého stolu.
- Enoch Arden and Other Poems (1864, Enoch Arden a jiné básně), básnická sbírka ve které byla mimo jiné uveřejněna báseň Enoch Arden o námořníkovi, který nezničí nové štěstí své manželky a dětí, kteří jej považují za mrtvého, a dramatický monolog Tithonus o trojském princi, který dostal dar nesmrtelnosti, ale ne věčného mládí, a který marně touží po smrti.
- The Holy Grail and Other Poems (1870, Svatý grál a jiné básně), básnická sbírka.
- The Window (1871, Okno), písňový cyklus s hudbou Arthura Sulivana.
- Queen Mary (1875, Královna Marie), divadelní hra o anglické královně Marii I.
- Harold (1876), divadelní hra o posledním anglosaském králi Haroldovi II.
- Ballads and Other Poems (1880, Balady a jiné básně), básnická sbírka.
- Beckett (1884), divadelní hra inspirovaná vraždou canterbueského arcibiskupa Tomáše Becketa rytíři anglikého krále Jindřicha II. roku 1170.
- Tiresias and Other Poems (1885, Tiresian a jiné básně), básnická sbírka.
- Demeter and Other Poems (1889, Demeter a jiní básně), básnická sbírka.
- The Death of Oenone, Akbar's dream, and Other Poems (1892, Smrt Oenone, Akbarův sen a jiné básně), básnická sbírka.[15]
- Crossing the Bar (1889), báseň.

## Česká vydání
- Enoch Arden. Hradec Králové: Ladislav Pospíšil 1875, přeložil Primus Sobotka, znovu Praha: Jan Otto 1893.
- Vybrané básně Alfreda lorda Tennysona. Praha: Alois Wiesner 1900-1901, přeložil František Krsek, tři svazky.
- Vybrané básně. Praha: Bedřich Kočí, přeložil Jaroslav Vrchlický.
- Dvé královské idyly. Praha: Jan Otto 1916, přeložil František Krsek, obsahuje Lancelot a Elaine a Arthurova smrt.
- Idyly královské. Kladno: Jaroslav Šnajdr 1921-1922, přeložil František Krsek, dva svazky.
- Princezna: směs. Kladno: Jaroslav Šnajdr 1924, přeložil František Krsek.